# Hierlbach (Röthbach)
Der Hierlbach ist ein Fließgewässer im bayerischen Landkreis Rosenheim. Er entsteht beim Dorf Geiging in der Gemeinde Rohrdorf, fließt etwa nordnordwestwärts und mündet etwas unterhalb des Dorfes Lauterbach von links in den Röthbach, einen Zufluss der Sims.